# Het Streekbos
Het Streekbos is een recreatiebos dat gelegen is net ten noorden van Bovenkarspel en ten westen van Enkhuizen. Het bos ligt voor een groot deel in de gemeente Stede Broec, maar het meest noordelijke deel ligt in de gemeente Medemblik.
Het bos is aangelegd in 1978 na de herinrichting van polder Het Grootslag. Deels bestaat het uit voormalige landbouwgrond en deels is het een waterrijk gebied dat lang geleden is ontstaan na een dijkdoorbraak. Het bos loopt grenst aan natuurgebied De Weelen van Staatsbosbeheer. Oorspronkelijk was het 58 hectare groot, maar het werd in 2006 uitgebreid tot 72 hectare, deze uitbreiding wordt gepacht van Staatsbosbeheer. Het beheer is in handen van Recreatieschap Westfriesland (RSW).

## Recreatie
In het zuidwestelijke deel van het bos ligt een recreatieplas met een zandstrand en Recreatiecentrum Streekbos, een gebouw waar gegeten en gedronken kan worden, en activiteiten zoals klootschieten worden georganiseerd. De recreatieplas is ook te bereiken met schuiten en kleine boten via een route die een stuk door het bos loopt. Ook zijn er vier trekkershutten, een camping en een dagcamping aanwezig. Er lopen twee ANWB-fietsroutes door Het Streekbos en er zijn een aantal wandelroutes uitgezet.

## IVN en natuurbeleid
Vlak bij het recreatiecentrum staat gebouw De Terp van de afdeling Westfriesland van natuureducatieorganisatie IVN. Van hieruit worden excursies gehouden door Het Streekbos en naar andere natuurgebieden in West-Friesland.
In samenwerking met IVN werd in 1996 een ecoterrein ingericht. Het ecoterrein is bedoeld als een gebied waar de groei van water- en moerasplanten meer kansen krijgt, waardoor ook bepaalde diersoorten er zich thuis zullen voelen. Op het ecoterrein stond voorheen de reconstructie van een boerderij uit de bronstijd. Deze boerderij is verhuisd naar het buitengedeelte van het Zuiderzeemuseum in Enkhuizen.
Sinds 1995 wordt het bos meer ecologisch en natuurvriendelijk beheerd, daarvoor was het vooral een productiebos.

## Evenementen
Ieder jaar vindt op de tweede zondag van juni de Open Dag Waterrecreatie plaats. In september vindt er een Unicefloop voor kinderen plaats. Op de laatste zondag van oktober is er een canicross. Iedere twee jaar vindt in het najaar de Streker Oerbos Survivalrun plaats, die deels door Het Streekbos loopt.